# Nicky Degrendele
Nicky Degrendele (Knokke-Heist, 11 de outubro de 1996) é uma desportista belga que compete no ciclismo na modalidade de pista, especialista na prova de keirin.
Ganhou duas medalhas no Campeonato Mundial de Ciclismo em Pista, ouro em 2018 e bronze em 2017, e duas medalhas de prata no Campeonato Europeu de Ciclismo em Pista, nos anos 2016 e 2018.

## Medalheiro internacional
| Campeonato Mundial | Campeonato Mundial         | Campeonato Mundial | Campeonato Mundial |
| Ano                | Lugar                      | Medalha            | Competição         |
| ------------------ | -------------------------- | ------------------ | ------------------ |
| 2017               | Hong Kong ( China)         | Medalha de bronze  | Keirin             |
| 2018               | Apeldoorn ( Países Baixos) | Medalha de ouro    | Keirin             |
| Campeonato Europeu |                            |                    |                    |
| Ano                | Lugar                      | Medalha            | Competição         |
| 2016               | Saint-Quentin ( França)    | Medalha de prata   | Keirin             |
| 2018               | Glasgow ( Reino Unido)     | Medalha de prata   | Keirin             |